# Hotchkiss
Hotchkiss (Гочкіс) — з 1867 року французький виробник військової техніки, автомобілів та мотоциклів. Штаб-квартира знаходиться в Сен-Дені. У 1966 році компанію купила фірма Française Thomson-Houston. У 1969 році компанія припинила виробництво автомобілів.

## Бенджамін Гочкіс
Бенджамін Берклі Гочкіс народився в США в 1826 році, його рід оселився в Північній Америці ще в 1640 році. Бенджамін Гочкіс був відомим зброярем у Штатах, спочатку він працював у фірмі «Кольт», потім у «Вінчестері», далі заснував свою компанію і постачав зброю армії півночі під час Громадянській війни в США. Після перемир'я Бенджамін Гочкіс зіткнувся з тим, що уряд США не збирається більше фінансувати зброярів. Він шукав нові можливості для своєї діяльності і знайшов їх у Франції та переїхав жити під Париж.

## Заснування компанії
Бенджамін Гочкіс, приїхавши до Франції в 1867 році, заснував фірму Hotchkiss et Cie у Вів'є поблизу Родезу. Незабаром почалася Франко-прусська війна, і Гочкіс став постачати озброєння французькій армії. У 1873 році він розробив п'ятиствольну гармату, яку взяли на озброєнню Франція, Німеччина, Нідерланди і Росія, більше того, Росія купила ліцензію на виробництво цієї гармати в Тулі.
У 1875 році Гочкіс побудував новий завод у Сен-Дені, під Парижем. А в 1885 році у віці всього 58 років засновник фірми помер.
Фірма Hotchkiss et Cie продовжила працювати в збройовій сфері, керував фірмою колишній заступник, а тепер директор фірми — Альфред Кернер. Зброя не мала попиту у мирний час. Кернер знайшов додаткові заробітки у вигляді замовлень від фірм «Паннар ет Левассор», «Де Діон» і «Де Дітріх». «Гочкіс» став відливати для них блоки двигунів та колінчасті вали. Через 3 роки Кернер вирішив вийти на ринок із власним автомобілем.

## Початок виробництва автомобілів
Кернер найняв на роботу інженера Жоржа Террассе, який працював на фірмі «Морс» (це була перша фірма, яка використовувала амортизатори у своїх машинах у цей час), його помічником став брат відомого на той час гонщика Анрі Фурньє — Ахілл.
Для своїх дослідів фірма закупила «Мерседес Сімплекс», розібрала його, щоб дізнатися, як машина влаштована. Невдовзі з'явився перший автомобіль марки «Гочкіс» — 17CV Type C.
Це був 4-циліндровий 17-сильний автомобіль, відмітною рисою його стали півосі, які йшли від редуктора, що сприяло м'якому ходу машини, зовні машина відрізнялася від інших круглим радіатором. Мотор був конструкцією схожий на «мерседесівський», єдина відмінність полягала в тому, що Террассе встановив підшипники на валу скрізь, де це було можливо, погасивши тим самим надлишкові коливання мотора.
Однак автомобільне виробництво мало не затихло, ледве народившись. На заводі спалахнула пожежа, ледь не погубивши все обладнання і готові автомобілі, її локалізували, але за 1903 рік фірма зуміла побудувати лише 32 автомобілі.

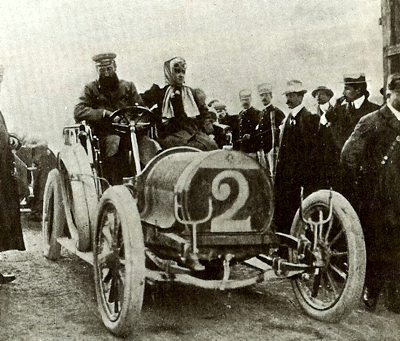
Hotchkiss Type E 80CV

У 1904 році з'явилася 4-циліндрова модель «Тип Е» з 4,5 л мотором, потужністю 20 кс, на її базі була побулована 17,8 л 80-сильна спортивна машина, яка зовні більше схожа на збільшений у розмірах «Морс». Ця машина була виставлена на «гонки Гордона Беннетта», але зійшла з траси - через поломку задньої осі машина вилетіла в кювет. Через рік вже потужніший варіант Type H з 18.8 л і 100 кс зайняв на тих же перегонах 5 місце, а ще через рік — 4-те, після чого фірма пішла з гонок, визнавши їх занадто дорогими.
Двигун автомобіля мав п'ять підшипників колінчастого вала, магнето запалювання, стільниковий радіатор, вентилятор, водяний насос, і поєднана з цим усім 4-ступінчаста коробка передач, від якої передача йшла на задній міст через карданний вал.
У 1905 році з'явився 6-літровий Тип D з 40 к.с., по суті, це злегка збільшений у розмірах «Тип С».
Тим часом в Англії в Ковентрі відкрилось дочірнє підприємство фірми, і незабаром з'явлась перша 6-циліндрова 7,4 л машина — «Тип L 50/60HP». Але до того часу, як фірма пішла з гонок, керівництво фірми вирішила виставити машину на 15 000-мильну гонку витривалості, закріпивши за маркою імідж надійних автомобілів. 29 квітня 1907 року «Гочкіс» почав наїжджати по Британії цю відстань, машина продовжила її до 20 серпня, але це залишилось непоміченим, бо «Роллс-Ройс Сілвер Гост» теж вийшов на пробіг у 15 000 миль по Британії, та закінчив їх трохи раніше, ніж французька машина.
У 1908 році продажі впали, що підштовхнуло фірму до перегляду своєї автомобільної діяльності. Вони відмовились від надто складних і надмірно дорогих автомобілів. І до 1909 року з'явилися автомобілі середнього класу, які вважалися солідними і досить дорогими, — 4-циліндровий «12/16 Тип Z» з новим мотором, об'ємом 2,2 л; 4-літровий 16/20, і 6-циліндровий «20/30CV Тип Х», до них приєднався і топовий дорогий «40/50CV Тип V» із мотором об'ємом у 10 л.

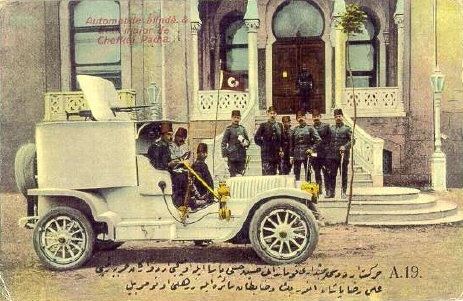
Hotchkiss Automitrailleuse

У цей самий період фірма побудувала свій перший бронеавтомобіль — Automitrailleuse, один такий замовив особисто для себе султан Туреччини Абдул-Хамід II, проте під час доставки автомобіль потрапив у руки збунтованим «младотуркам» і взяв участь у поваленні султана.

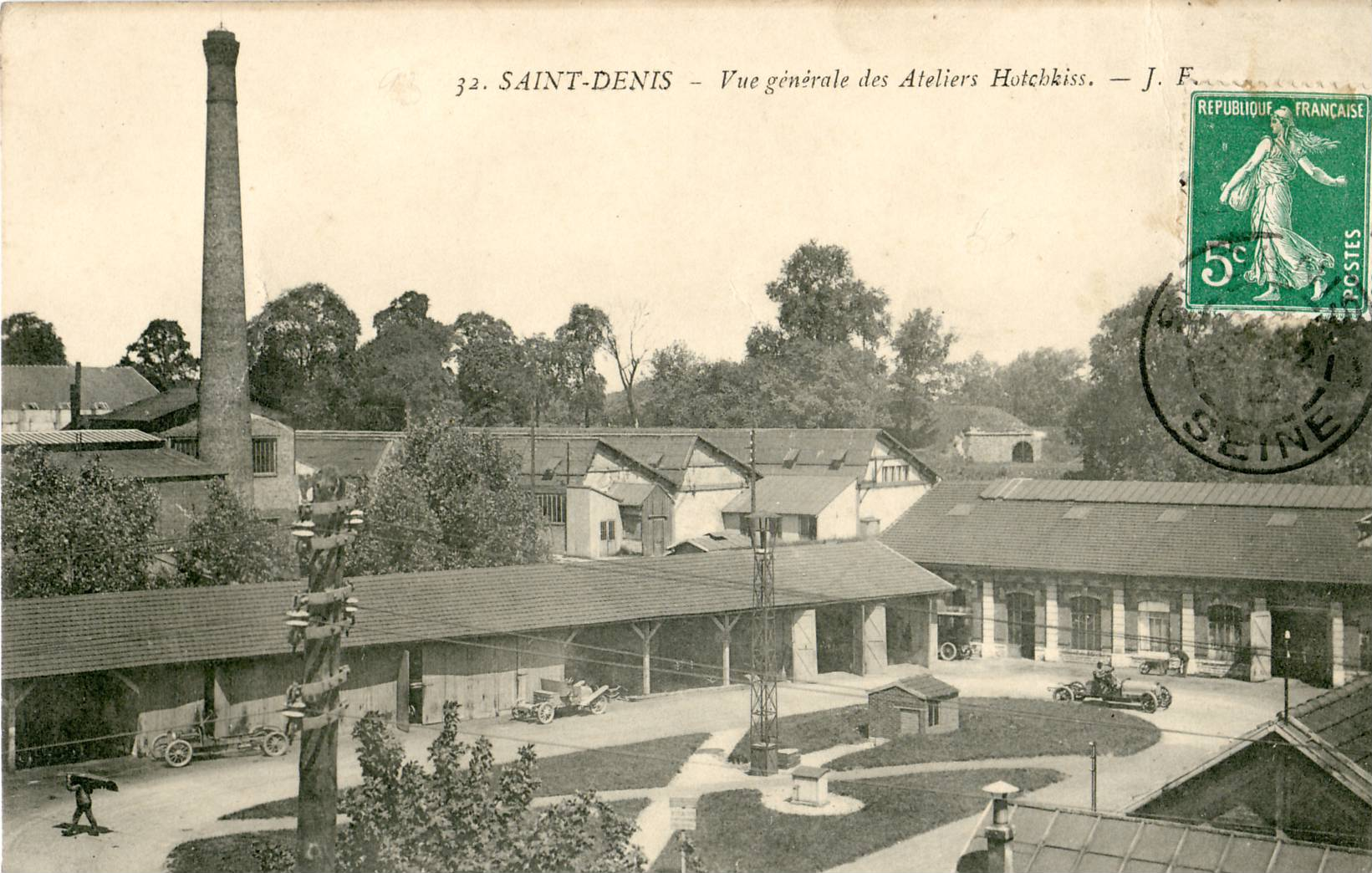
Завод Hotchkiss 1912 року

До початку Першої світової війни у виробничій програмі були: 12/16HP 2.2 л, 18/24HP 4.0 л і 20/30HP 5,7 л. На їх базі фірма стала виготовляти броньовики. Крім автомобілів, фірма займалася і зброєю, однією з новинок стали кулемети, які можна було встановлювати на мотоцикли. Коли німці зайняли Францію, то Гочкіс, окрім заводу в Ковентрі, побудував ще один у Ліоні, після війни цей завод придбала фірма Saurer, а завод у Ковентрі поставляв двигуни ще й іншим британським фірмам: Morris, Gilchrist і BSA.
Після війни, в 1919 році, фірма відновила виробництво довоєнних моделей машин, які отримали нові індекси: 12/16 — AD, 18/24 — AF 20CV і 20/30 — став AG. В 1921 році фірма вирішила повернутися в клас розкішних автомобілів, де основним конкурентом була «Іспано-Суіза». Публіці показали розкішний АК з 6,6 л мотором потужністю в 130 кс. Автомобіль мав верхнє розташування клапанів і гідравлічні гальма та підковоподібну решітку радіатора, яка стане подальшою характерною рисою дизайну подальших автомобілів, але склавши всі «за» і «проти», фірма вирішила не запускати АК в серію, бо грошей для конкуренції з «Роллс-Ройсом» і «Іспано-Суіза» не вистачало. Щоб профінансувати нову модель, фірма в 1923 році продала свій британський завод у Ковентрі фірмі «Morris», яка не мала своїх потужностей для виробництва двигунів. Генрі Ейнсворт, який управляв британським заводом, переїхав у Париж і став головним інженером автомобільного підрозділу фірми.
В 1923 році з'явилася модель, яка була єдиною у виробничій програмі до 1928 року. Машина була оснащена 4-циліндровим 2,3 л мотором, який стали закуповувати також інші фірми, наприклад, Leon Bolle. Серед іншого, автомобіль мав гальма всіх коліс.

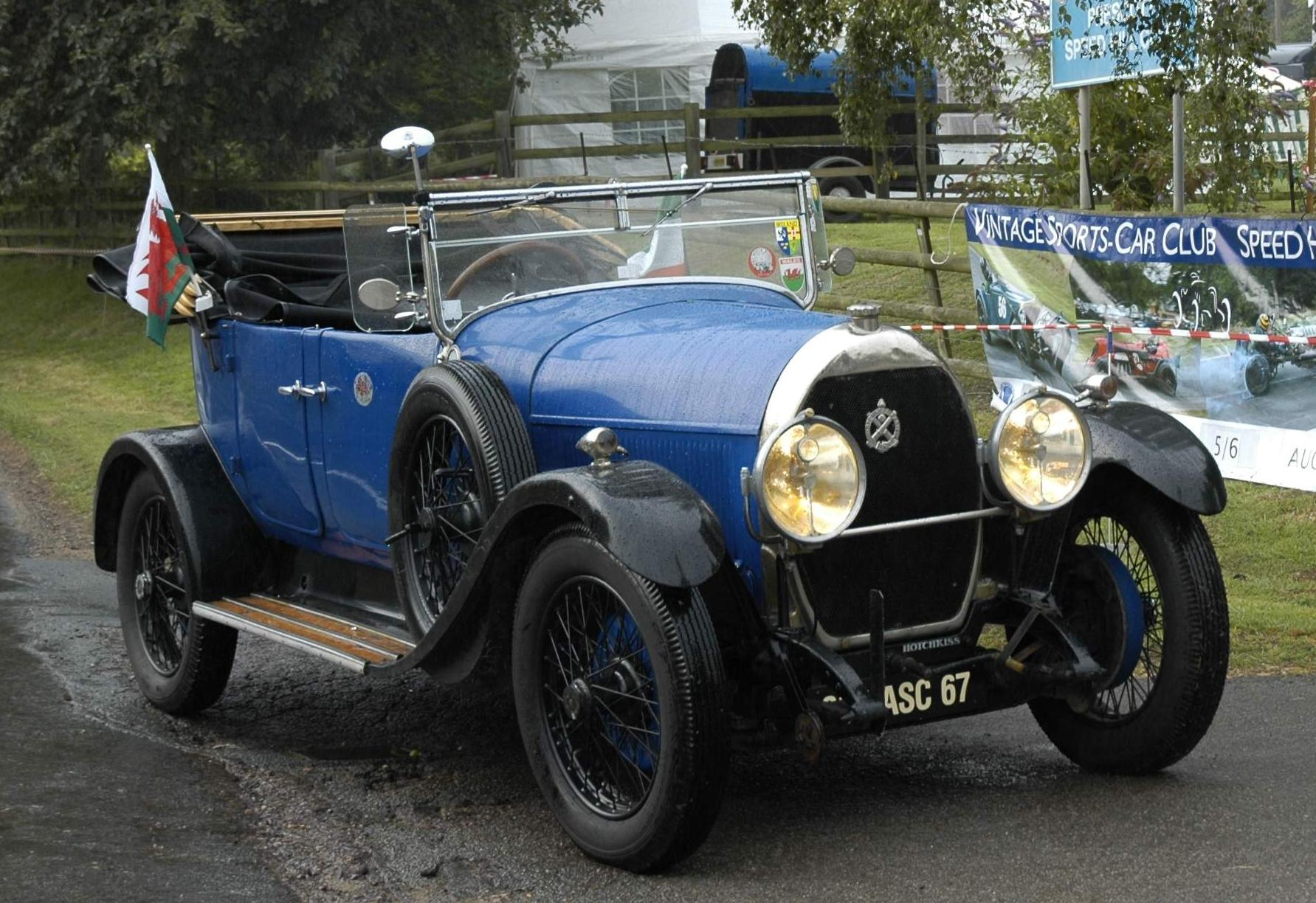
Hotchkiss АМ2 13CV

В 1926 році машину модернізували, бічні клапани замінили верхніми, мотор отримав прибавку в 10 кс і став розвивати 50 кс. У цьому ж році підприємство відкрило ще один завод, на Boulevard Ornano.

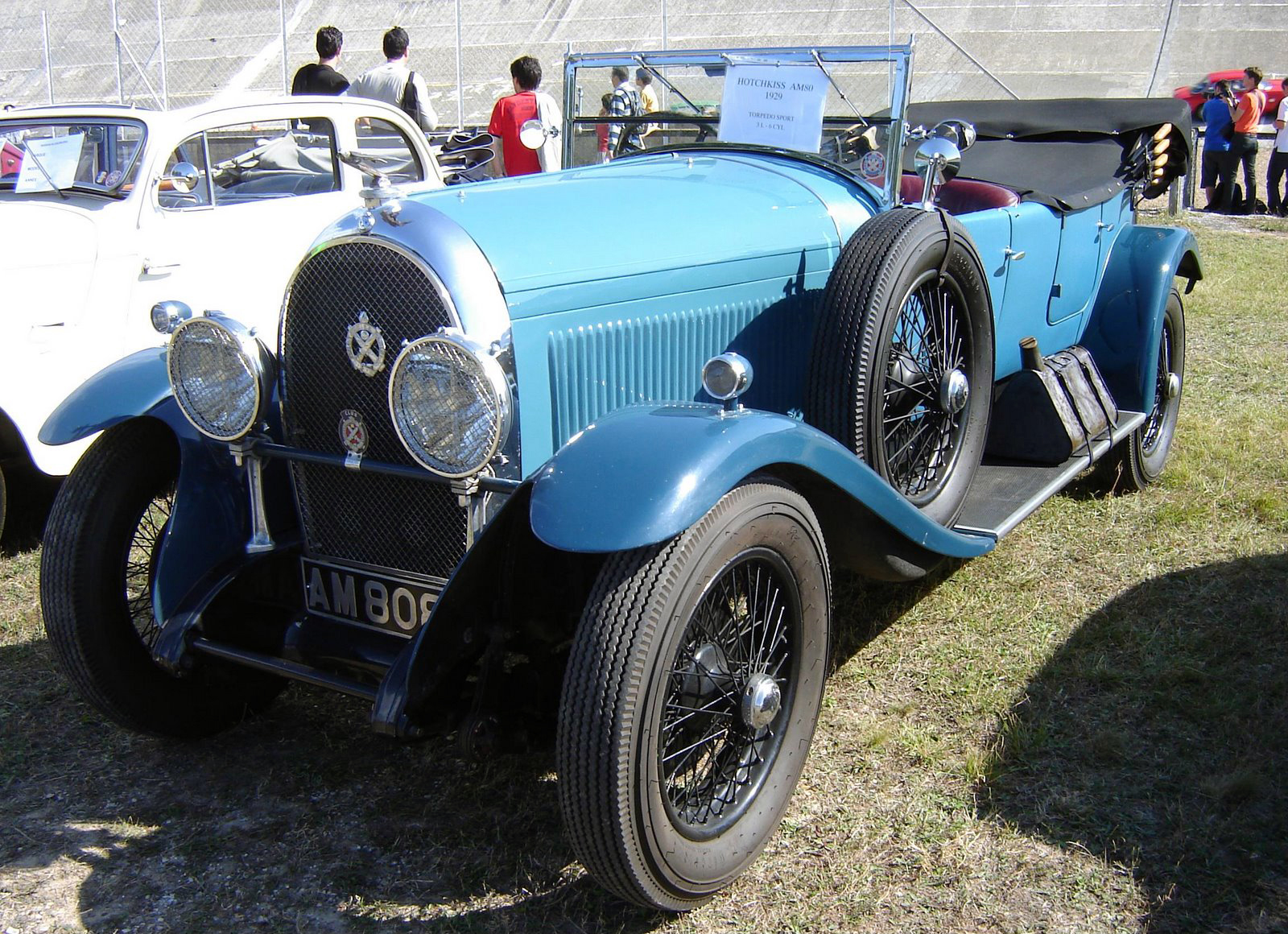
Hotchkiss АМ80 17CV

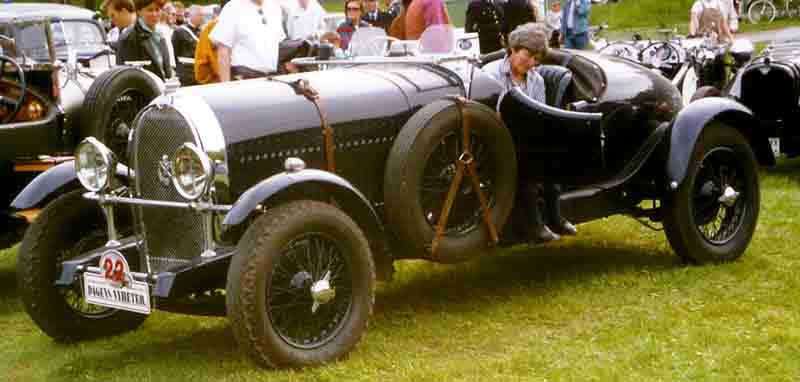
Hotchkiss АМ73 17CV

Через 2 роки з'явився 6-циліндровий автомобіль, який отримав індекс АМ80. Він мав 3-літровий мотор, який видавав 70 кс, у 1929 році з'явився АМ73, який був технічно таким же, але був трохи коротшим.
У вересні 1929 року стандартний 6-циліндровий седан із гонщиками Корвала, Дельгутом, Техерновскі і Васселем на борту подолав відстань у 25 000 миль (40 000 км) за 16 днів із середньою швидкістю в 105 км/год, причому основна частина маршруту була пройдена з працюючим на 5-ти циліндрах моторі.

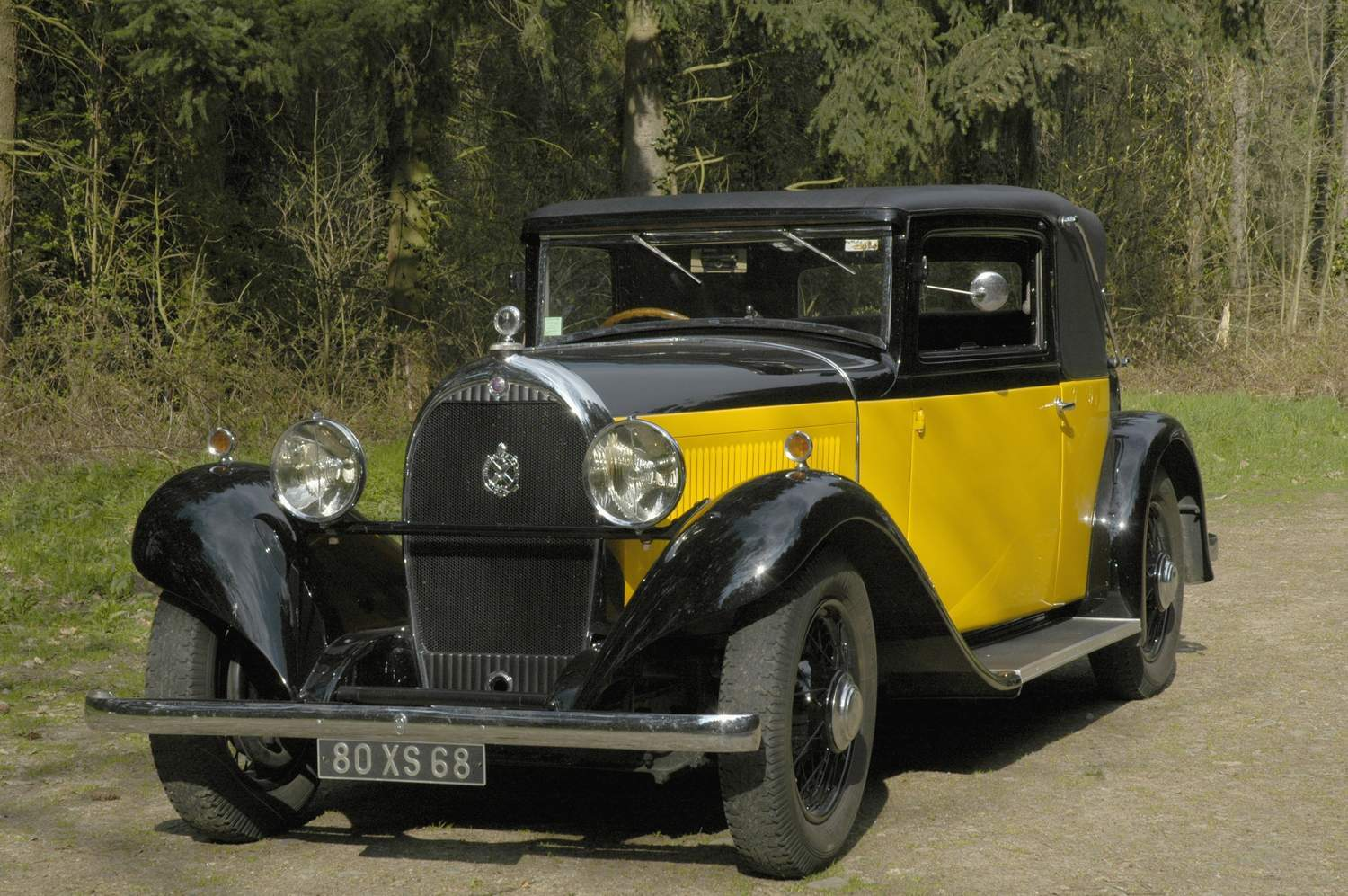
Hotchkiss АМ80S 20CV

Щоб додати машині імідж спортивного автомобіля, фірма звернулась до Вінченцо Бертаріоне, який будував гоночні автомобілі для фірм «Фіат» і «Санбім». Він підготовив 3,5 л версію, яка отримала індекс AM80S. Автомобілі з цим мотором  виграли гонки в Монте-Карло в 1932, 1933, 1934 та 1939 роках.

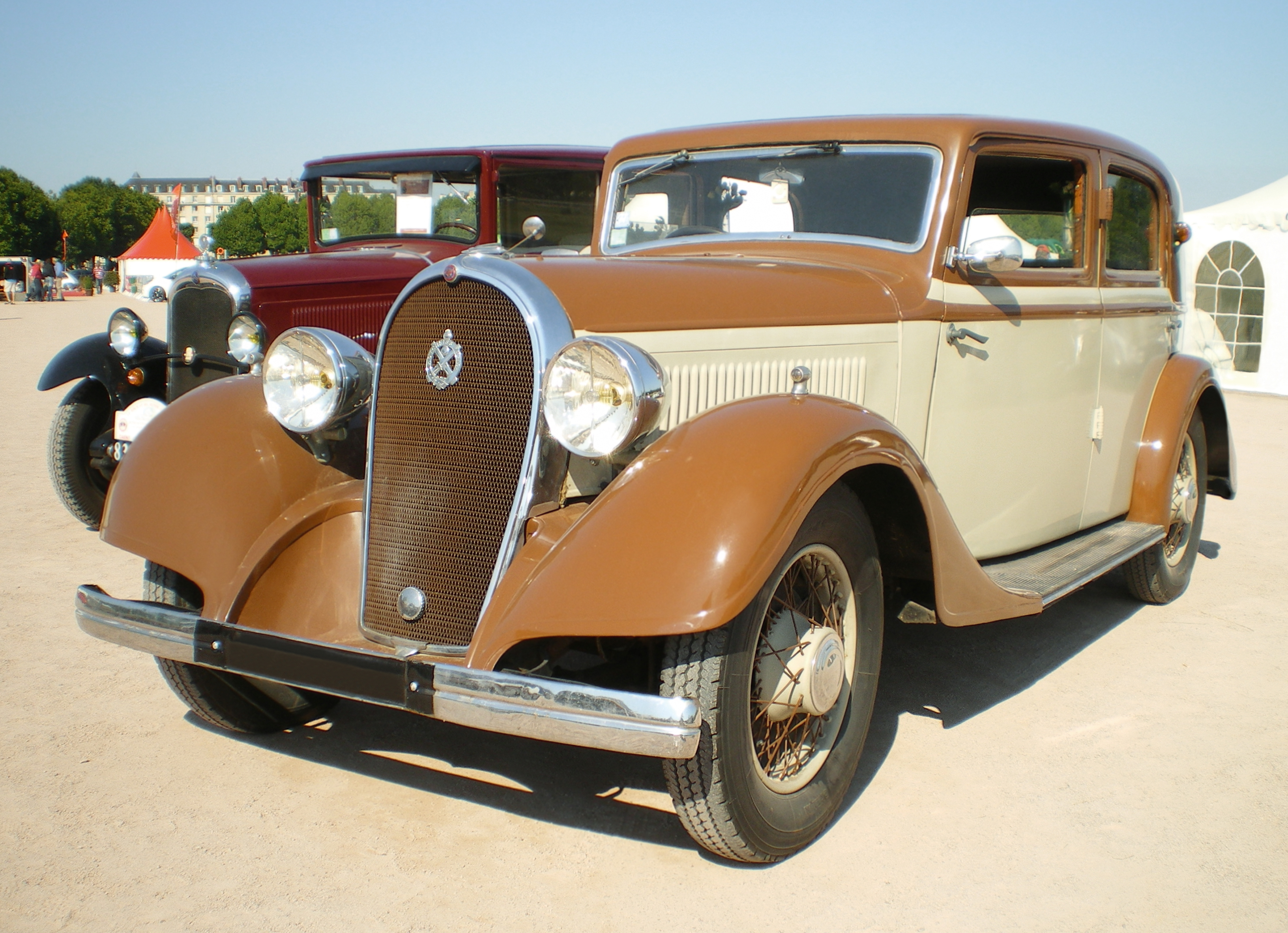
Hotchkiss 411

У 1932 році всі моделі отримали нижчу раму, а через рік всі моделі отримали 3-значний індекс, перша цифра позначає кількість циліндрів, а другі дві — фіскальний податок за потужність.
Тоді ж з'явилася 2-літрова версія АМ2, яка стала носити індекс 411. У 1934 році автомобілі отримали обтічніші кузови.

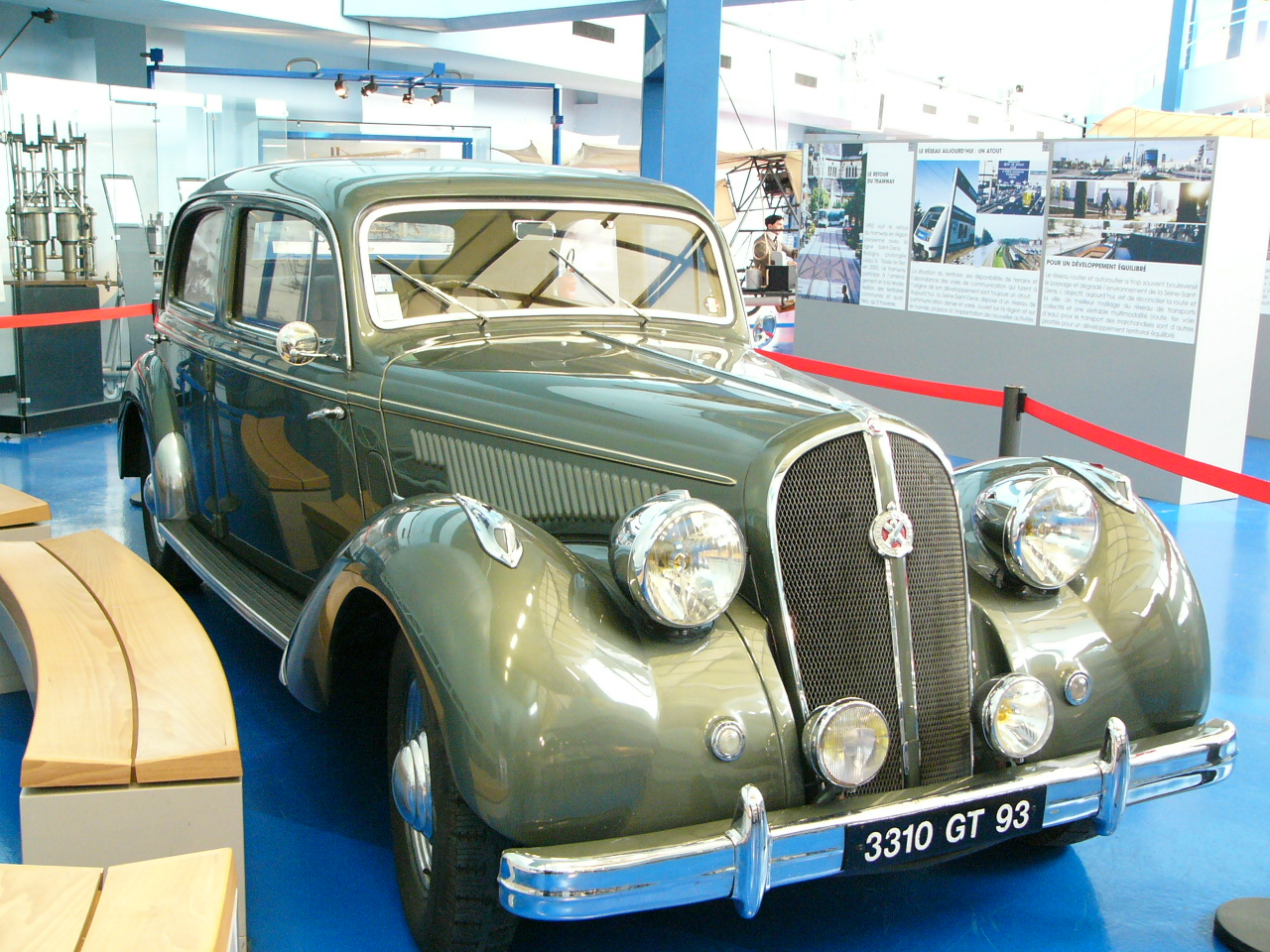
Hotchkiss 686 Grand Sport

У 1936 році модель 686 замінила собою 626, потужність мотора була збільшена до 115 кс, на базі цієї моделі побудували спеціальну версію «Гран Спорт», на яку встановили 2 карбюратори, і мотор давав віддачу 125 кс, що дозволяло розвивати седану 160 км/год.
У тому ж році уряд Народного фронту націоналізував два заводи фірми, один із них займався штампувальним виробництвом, другий — був збройовим. Для того, щоб не знижувати виробництво автомобілів, фірма купила компанію «Амількар», якою в цей час керував талановитий інженер Грегуар.
680/686, які отримали різноманітні кузови, отримали імена власні і залишилися єдиною серією у виробництві до початку Другої світової війни. Коли Німеччина вторглася до Франції, Ейнсворт, який до того часу керував компанією, спробував прорватися до портів через міста Осер і Мулен. Колона вантажівок, у які була завантажена вся технічна документація, верстати та інше обладнання, були зупинені німецькими військами. Самому Ейнсворту і фінансовому директору Жаку Жакобсену дивом удалося втекти, в підсумку Ейнсворт потрапив у Канаду, де працював на канадський уряд, допомагаючи проєктувати військову техніку.
Тим часом Франсуа Лехідо, який був міністром економіки при уряді Віші, викликав до себе Жана-П'єра Пежо, і запропонував йому взяти на себе контроль над фірмою «Гочкіс», пояснюючи законом від 18 жовтня 1940 року: дозволено проводити конфіскацію підприємств, контрольованих євреями. Таким чином Пежо став власником фірми.
Після звільнення Франції фірма «Пежо» відмовилася від контрольного пакета акцій, пояснивши це тим, що їх змусили це зробити німці. Ейнсворт повернувся до Франції і знову став керівником компанії. В 1946 поновилось виробництво довоєнних автомобілів серії 680, легких вантажівок і тракторів.

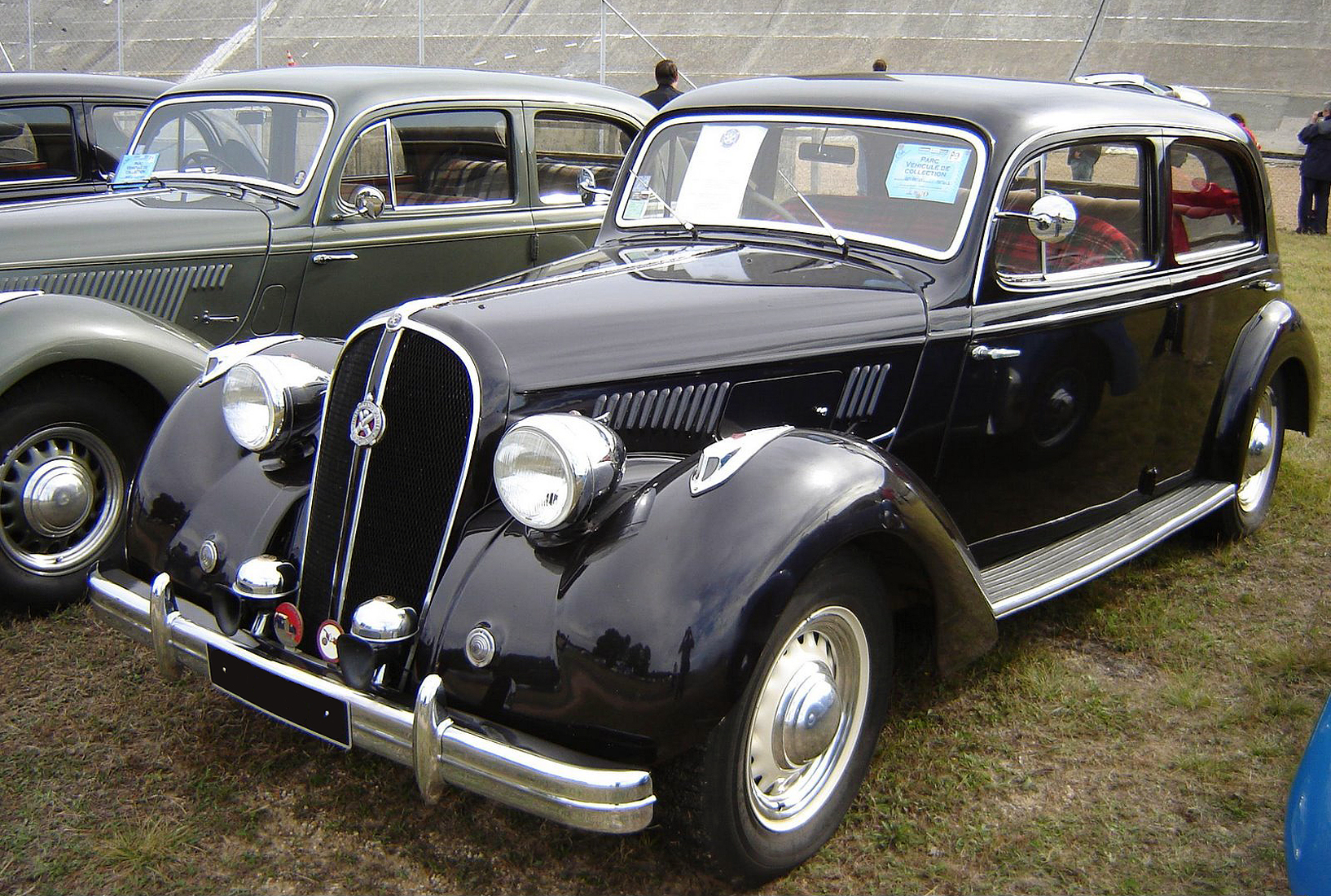
Hotchkiss Artois

Модель 680/686 модернізували, вона отримала незалежну підвіску передніх коліс, і в гонках Монте-Карло 1949 року машина знову завойовала перше місце, як це було і до війни. Так само із запасників дістали модель 846, яка також була відома на італійських ранках як 486, її модернізували, і вона отримала найменування Artois. На нього поставили мотор, як 4-циліндровий 2,3 л з 60 силами, так і 3,5 л потужністю 110 сил.
У 1950 році Ейнсворт подав у відставку, продавши контрольний пакет акцій фірмі «Пежо». В цей же рік з'явились моделі «Грегуар» і «Анжу».

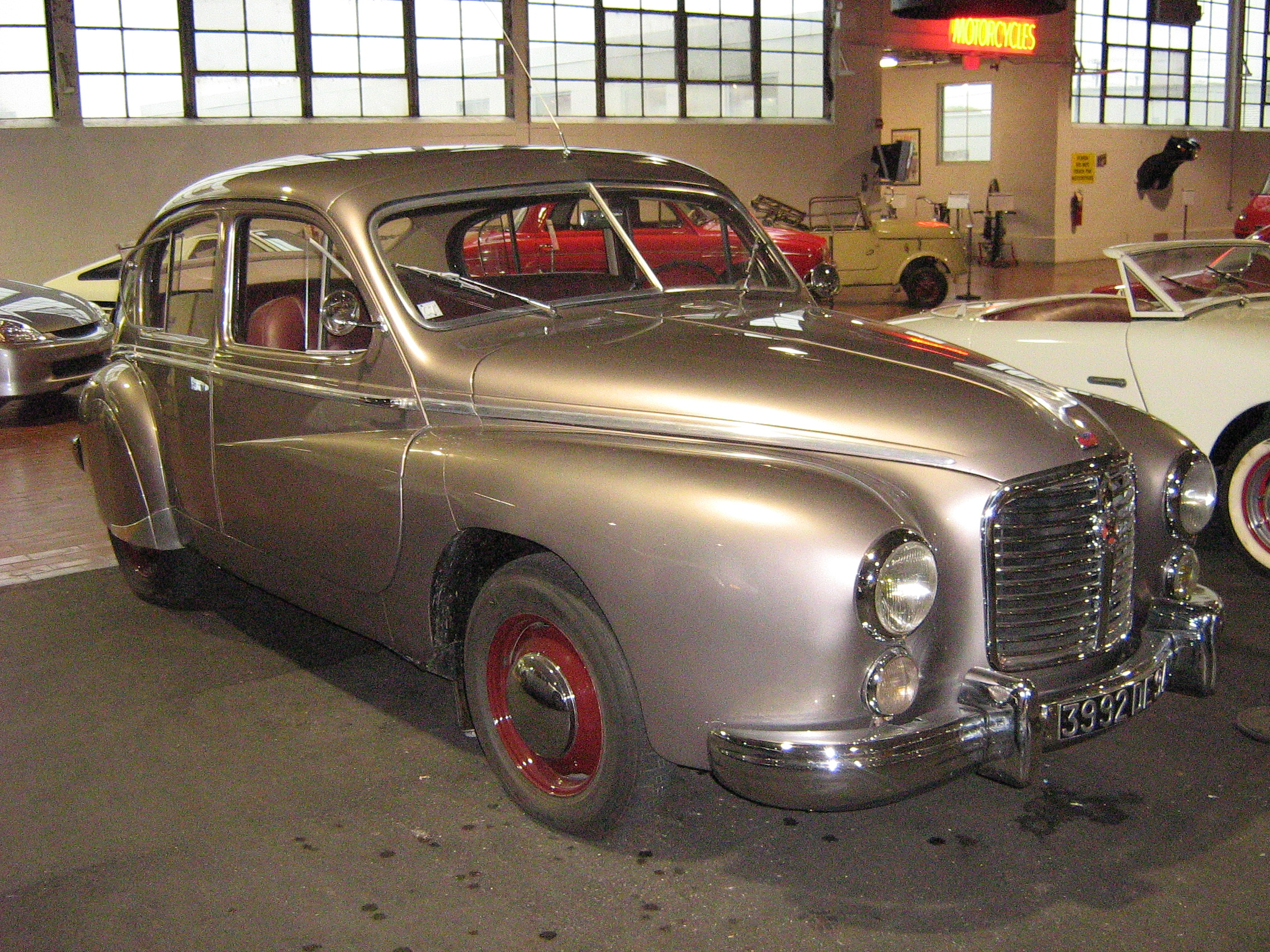
Hotchkiss Gregoire

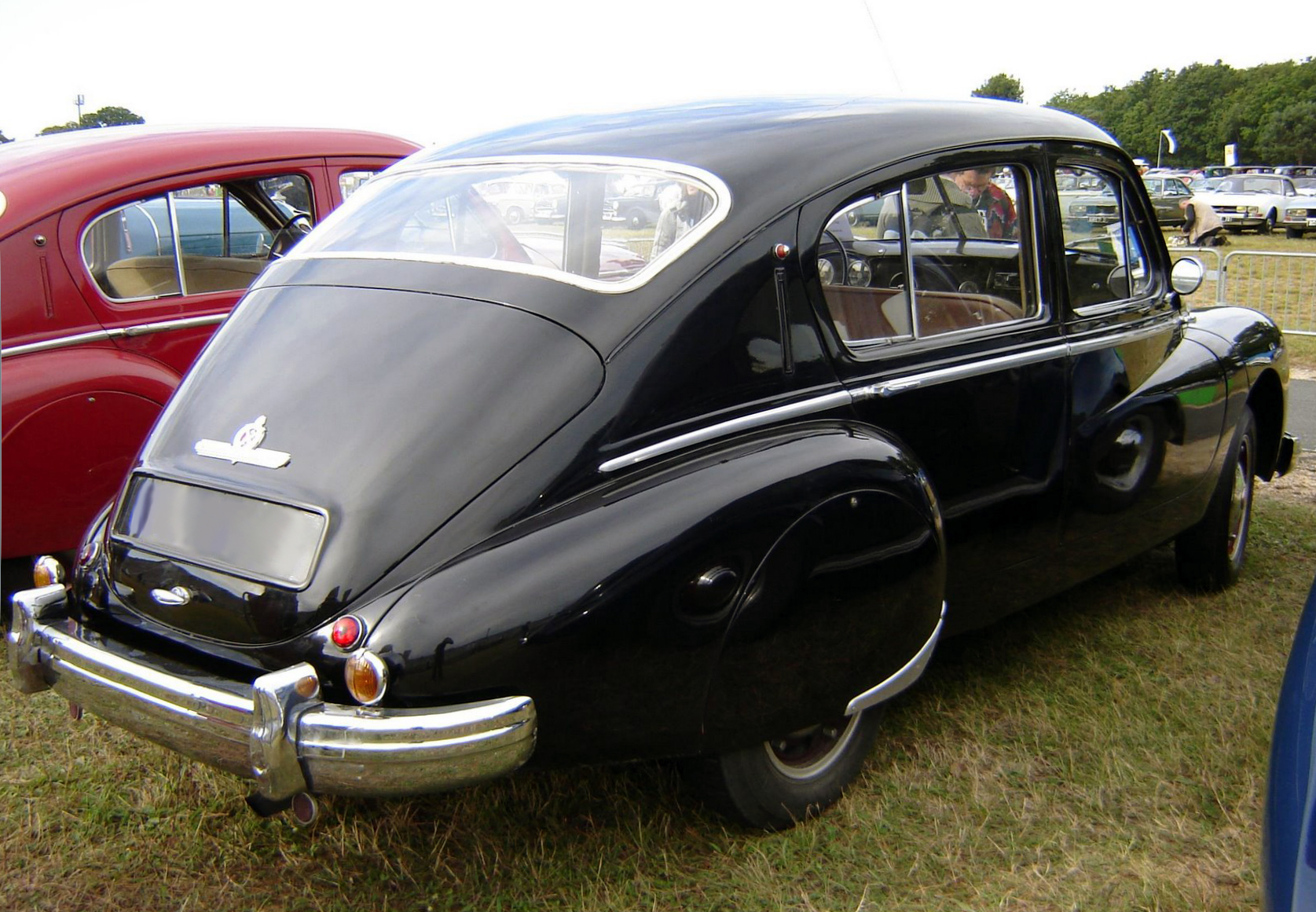
Hotchkiss Gregoire Coupe

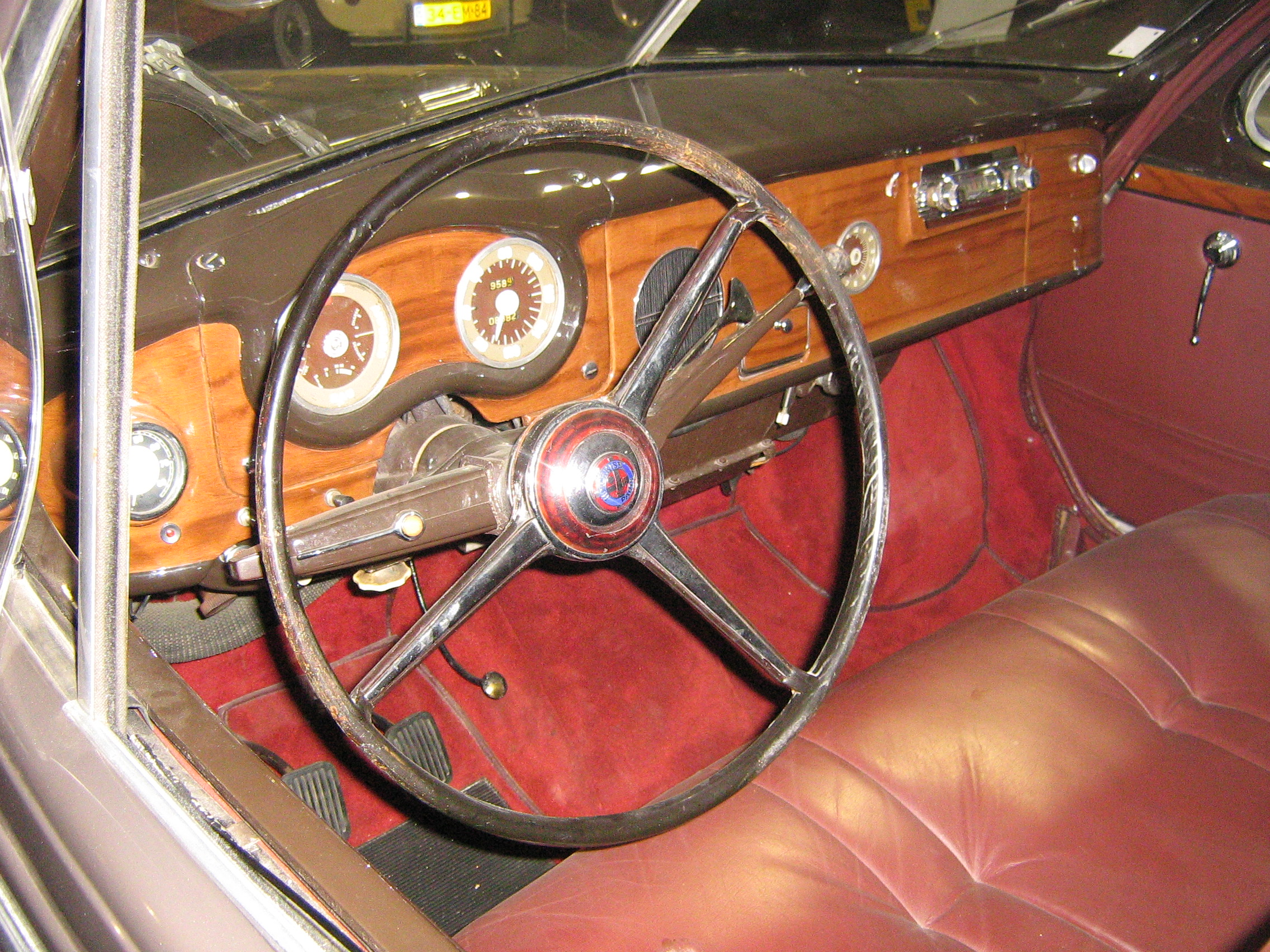
Салон Hotchkiss Gregoire Coupe

Перший автомобіль був цілком інноваційним, він мав передній привід, в моторі і кузові широко використовувалися алюмінієві сплави. Колеса, до речі, не мали дисків в нашому розумінні, вони просто кріпилися до гальмових барабанів. Мотор об'ємом 2 л мав 4 циліндри, які були розташовані опозитно, через рік з'явилася модель з кузовом купе, але машина була занадто дорога і інновативна, так що її не купували, в 1953 році її припинили випускати, продавши за весь час всього 247 автомобілів, з яких 180 — седани.

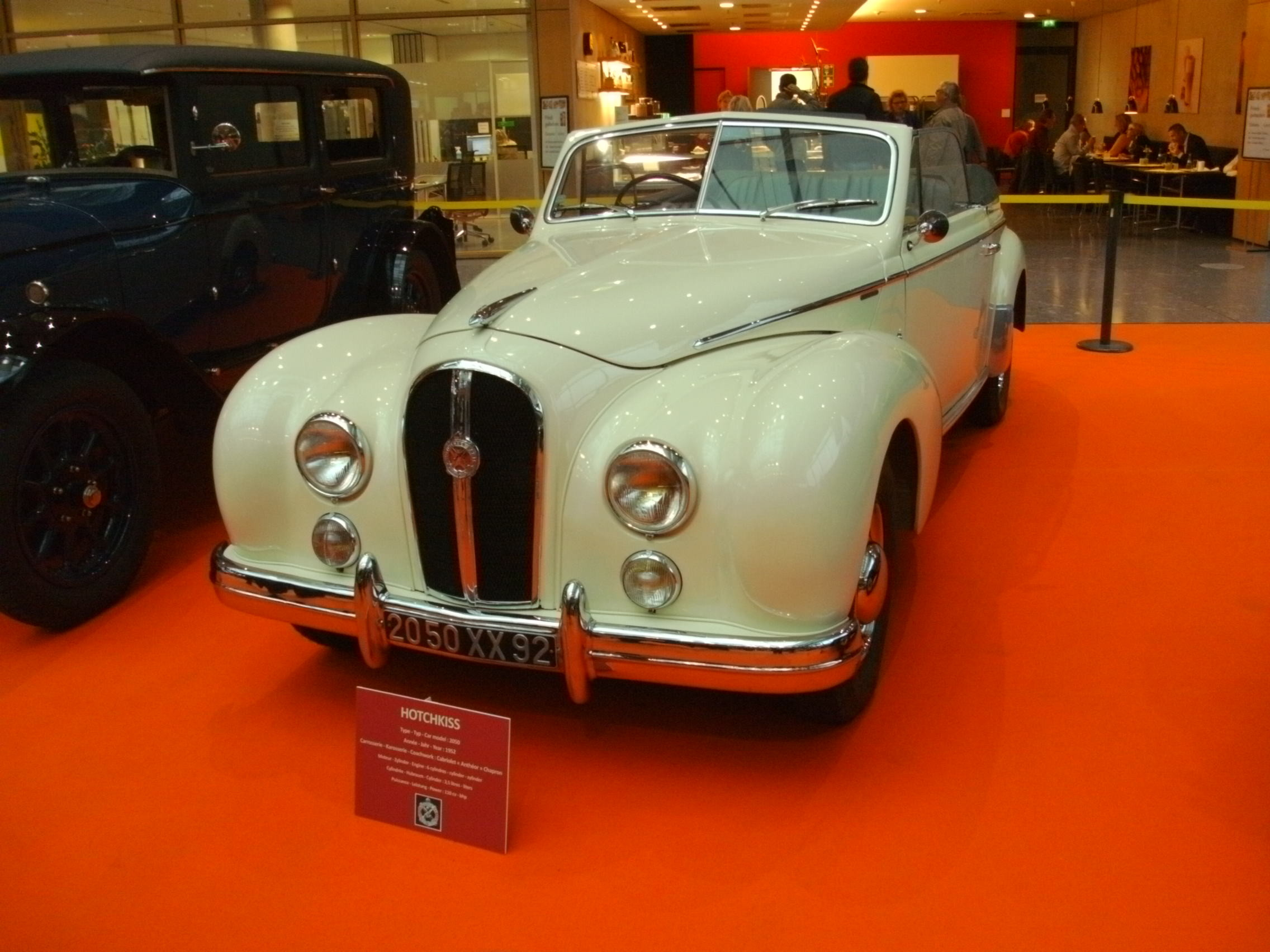
Hotchkiss Antheor

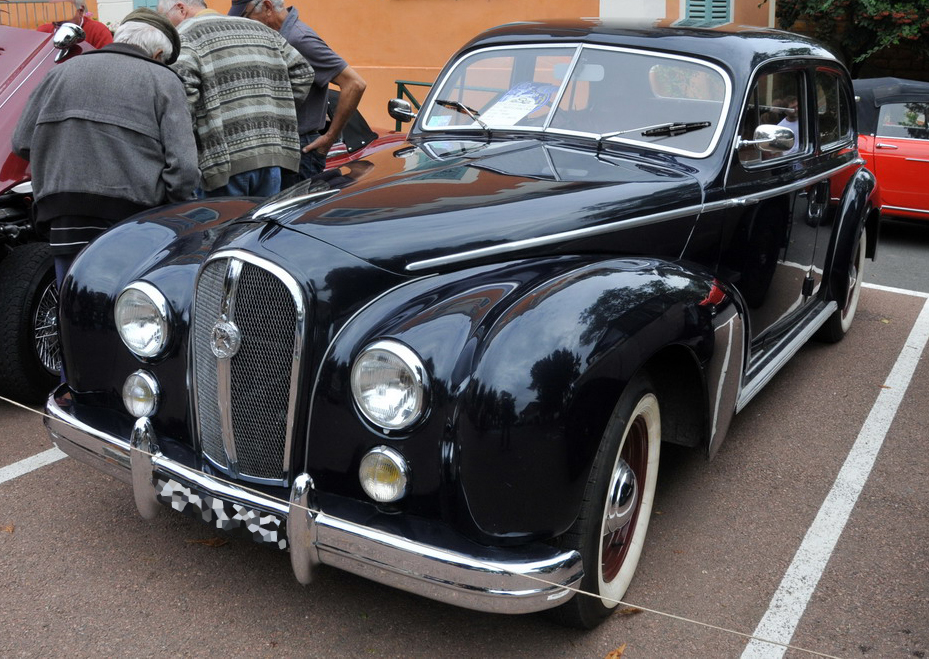
Hotchkiss Anjou

Друга модель — «Анжу» — була еволюцією автомобілів моделей 486 і 686, мотори її були все ті ж, що почалися випускати ще наприкінці 20-х — 2.3 і 3.5 л. Спочатку машина виявилася хітом продажів, за два перших роки продали 4450 автомобілів, проте вже в 1953 році всього 197 автомобілів змогли знайти своїх покупців. Крім седанів кузовне ательє «Шапрон» виготовило ще й 40 автомобіл Antheor, один з останніх автомобілів був придбаний Шарлем де Голлем для парадів.

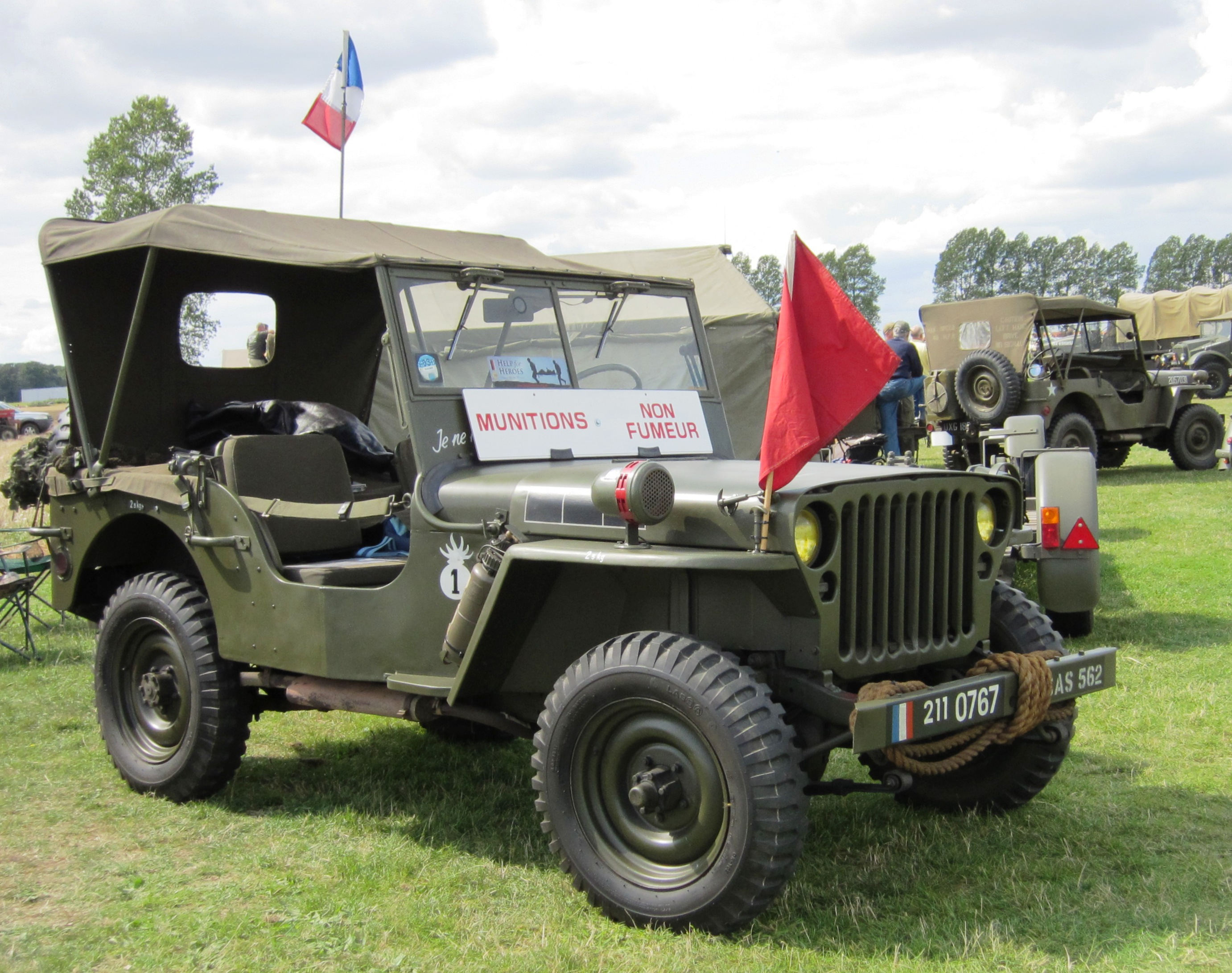
Hotchkiss M201

В 1954 році фірма купила фірму Delahaye. Припинивши виробництво легкових автомобілів, вони почали виробляти вантажівки марки Hotchkiss-Delahaye, але через кілька місяців ім'я «Delahaye» пішло в історію. Тим часом «Гочкіс» запустив в серію свій останній легковий автомобіль, який на ділі виявився ліцензійним Willis-Overland.
З 1955 року ці автомобілі почали замінювати позашляховики фірми «Делайе» у французькій армії, останній джип випустили в 1966 році. Взагалі машина була в строю до 2000 року, але в 1981 їх почали замінювати на «Пух Г», який почала випускати фірма «Паннар» за австрійською ліцензією під найменуванням Peugeot P4.

## Припинення виробництва автомобілів. Закриття компанії
У 1956 році фірма об'єдналася із збройовою фірмою Brandt, ставши називатись Hotchkiss-Brandt, в 1966 році, коли фірма припинила випуск джипів, компанію купила Française Thomson-Houston. Вантажівки марки «Гочкіс» випускалися до 1969 року, після чого концерн припинив виробництво автомобілів. Тепер компанія Thomson працює в сфері електротехнічних технологій.

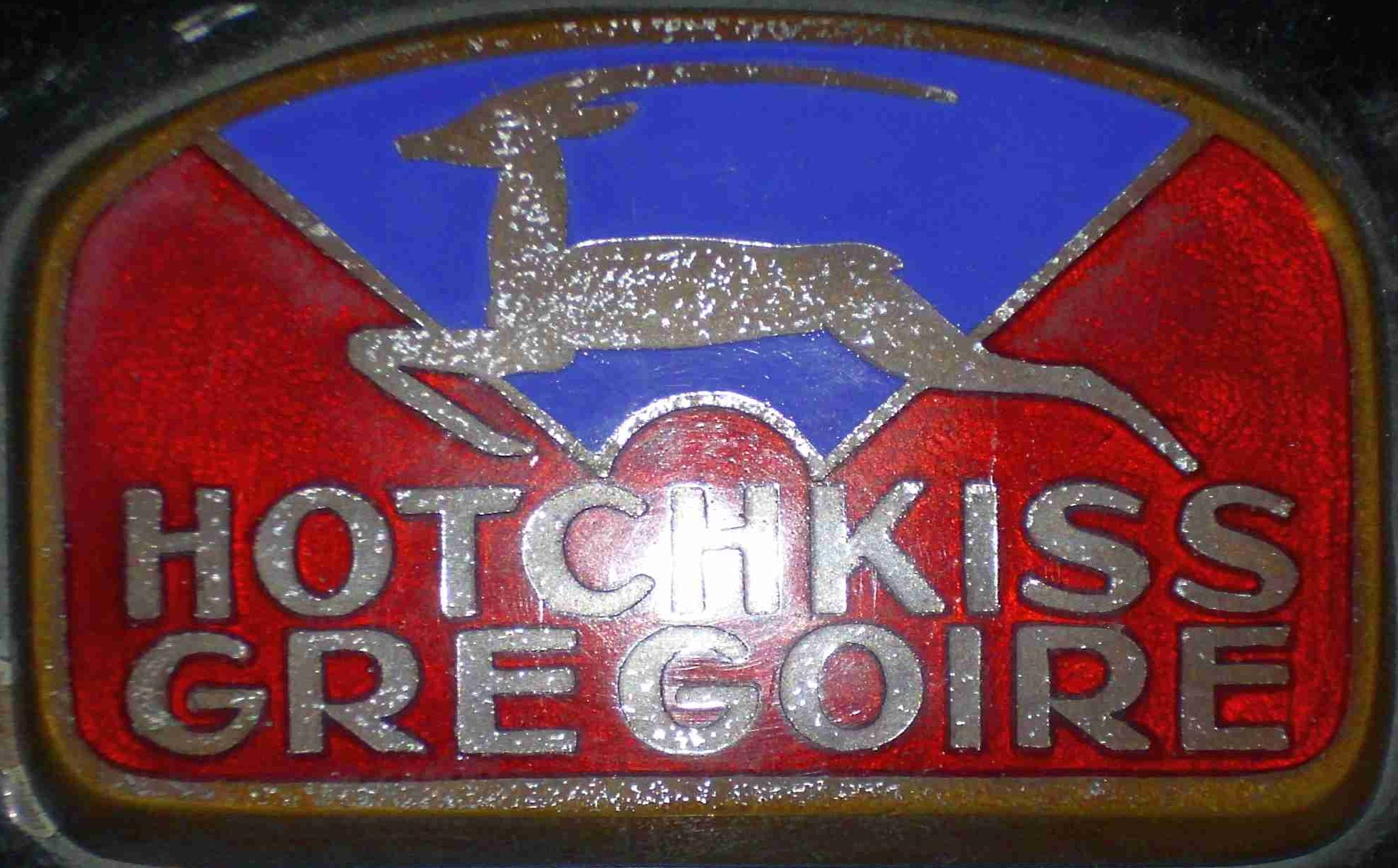
Логотип Hotchkiss Gregoire

Що стосується «Готчкісс Грегуар», то в 1956 році Грегуар встановив на мотор 2.2 л компресор, у підсумку мотор видавав 130 к.с. Анрі Шапрон побудував красивий 2-місний відкритий кузов, а Грегуар продавав автомобілі від свого імені до 1962. Обсяг продажів Грегара не відомий.

## Список легкових автомобілів Hotchkiss
- 1903 — Hotchkiss Type C
- 1904 — Hotchkiss Type E
- 1905 — Hotchkiss Type H
  - Hotchkiss Type D
- 1906 — Hotchkiss Type L
- 1909 — Hotchkiss Type Z
  - Hotchkiss Type X
  - Hotchkiss Type V
- 1912 — Hotchkiss 12/16HP
  - Hotchkiss 18/24HP
  - Hotchkiss 20/30HP
- 1919 — Hotchkiss AD
  - Hotchkiss AF
  - Hotchkiss AG
- 1923 — Hotchkiss AM
- 1926 — Hotchkiss AM2
- 1928 — Hotchkiss AM80
- 1929 — Hotchkiss AM73
- 1931 — Hotchkiss AM80S
- 1932 — Hotchkiss 411
  - Hotchkiss 626
- 1936 — Hotchkiss 686
  - Hotchkiss 846
  - Hotchkiss 486
- 1946 — Hotchkiss 680
- 1949 — Hotchkiss Artois
- 1950 — Hotchkiss Gregoire
  - Hotchkiss Anjou
- 1953 — Hotchkiss Antheor
- 1954 — Hotchkiss M201